# Micranthes calycina
Micranthes calycina är en stenbräckeväxtart som först beskrevs av Kaspar Maria von Sternberg, och fick sitt nu gällande namn av Gornall och H.Ohba. Micranthes calycina ingår i släktet rosettbräckor, och familjen stenbräckeväxter. Inga underarter finns listade i Catalogue of Life.